# زوزه (شعر)
«زوزه» (انگلیسی: Howl) شعری است از آلن گینزبرگ که بین سال‌های ۱۹۵۴ و ۱۹۵۵ میلادی سروده‌شده و در سال ۱۹۵۶ در مجموعه زوزه و شعرهای دیگر منتشر شد. زوزه در زمره بزرگ‌ترین آثار ادبیات آمریکایی دانسته شده است. این اتفاق با ظهور گروهی از نویسندگان معروف به نسل بیت همراه شد.